# Stenocercus apurimacus
Stenocercus apurimacus — вид ігуаноподібних ящірок родини Tropiduridae. Ендемік Перу.

## Поширення і екологія
Stenocercus apurimacus мешкають в долині річки Тамбо в горах Східного хребта Перуанських Анд, в регіонах Апурімак, Аякучо і Куско. Вони живуть в сухих тропічних лісах, в чагарникових і агавових заростях. Зустрічаються на висоті від 1800 до 2700 м над рівнем моря.